# Reinhardt Reißner Big-Band
Die Reinhardt Reißner Big-Band ist eine 1988 gegründete Party- und Galaband aus Bayern, die in flexibler Besetzung sowohl moderne als auch klassische Tanz- und Unterhaltungsmusik spielt und damit Veranstaltungen weltweit musikalisch begleitet.

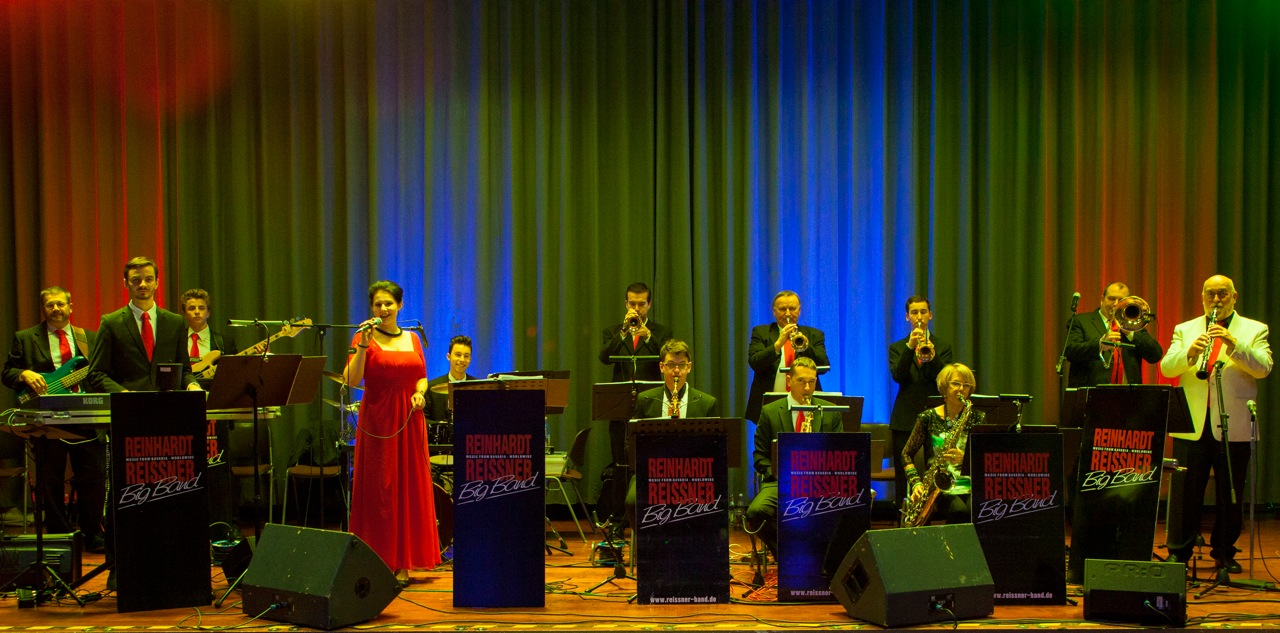
Auftritt Big-Band, Friedberg, 2015

## Geschichte
Anfang 1988 gründete Reißner seine „Pfalz-Neuburger-Musikanten“. Mit dieser jungen Truppe ging es recht bald schon nach Carrara, Ingolstadts Partnerstadt in Italien und 1992 nach der politischen Wende erstmals nach Osteuropa. Ziel war Siebenbürgen und das Banat in Rumänien. Es folgte eine dreiwöchige Konzertreise nach Moskau, Omsk und Nowosibirsk in Sibirien. Im Jahr darauf schloss sich die zweite vierwöchige Tournee durch Brasilien an. Im Auftrag des Instituts für Auslandsangelegenheiten IfA folgten unter der Schirmherrschaft der deutschen Bundestagspräsidentin Rita Süssmuth Konzertreisen nach Polen, mit Konzerten in den deutschen Minderheitsgebieten in Schlesien, Pommern, West- und Ostpreußen.
1998 aus Anlass des 10-jährigen Bestehens dieses Klangkörpers wurde mit zahlreichen Anhängern zu einer Jubiläumsreise nach Südostasien gestartet. Man besuchte Singapur und die beiden Inseln Penang und Langkawi.
1999 wurde mit Musik die Insel Malta besucht und 2001 ging es zum Oktoberfest nach Sydney in Australien. Im Jahr 2006 folgten Kapstadt und das Kap der Guten Hoffnung in Südafrika. 2007 erfolgte eine Konzertreise nach Kanada und Nordamerika. In kleiner Besetzung war Reinhardt Reißner in der Volksrepublik China sowie mehrmals auf Penang und in Kuala Lumpur in Malaysia.
Die Umbenennung des Orchesters in Reinhardt Reißner Big-Band wurde bereits Ende der 90er Jahre vorgenommen. Neben Stimmungs- und Unterhaltungsmusik wurde das Repertoire um Tanzmusik erweitert. Höhepunkte waren die musikalische Gestaltung der Österreichischen Staatsmeisterschaften in den Standard- und lateinamerikanischen Tänzen.

## Repertoire
Die Reinhard Reißner Big-Band spielt moderne Lieder sowie Klassiker aus dem Bereich der Tanz- und Unterhaltungsmusik. Zu ihrem Repertoire gehören Standardtänze wie Langsamer Walzer, Tango, Wiener Walzer, Slow Fox und Quickstep, als auch Lateinamerikanische Tänze, wie Samba, Cha Cha Cha, Rumba, Paso Doble und Jive.

## Bandleader Reinhardt Reißner

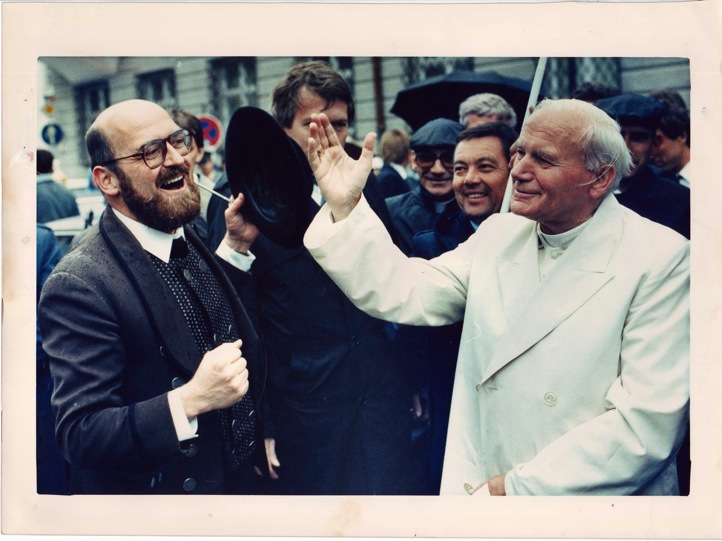
Reinhardt Reissner mit Papst Johannes Paul, Augsburg, 1987

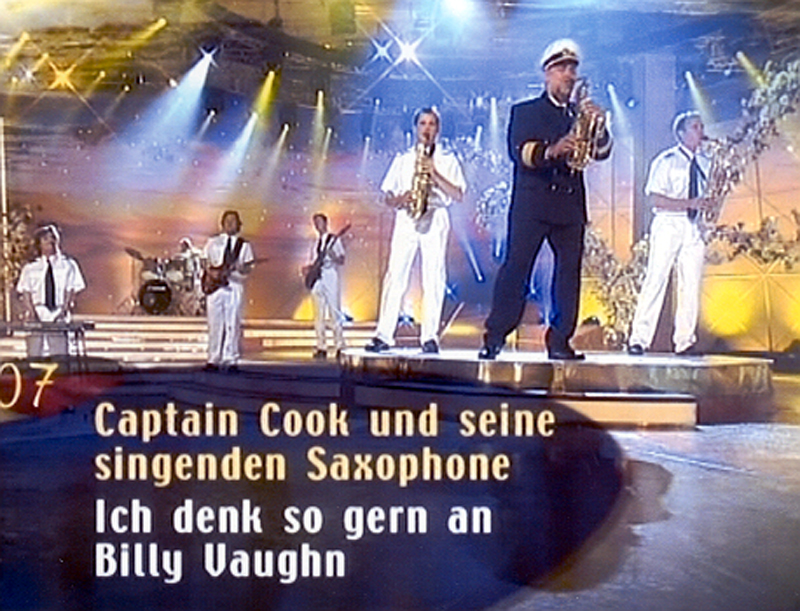
TV-Auftritt, Captain Cook und seine singenden Saxophone, ZDF, 2003

Der in Bad Ischl geborene Reinhardt Reißner war schon dabei, als sein Vater 1963 in Feldkirchen eine Blaskapelle gründete. Bereits 1971 übernahm er deren Leitung und formte diese Dorfkapelle 1978 zur Stadtkapelle Neuburg-Feldkirchen. Schon als Musikstudent beteiligte er sich mit einer Münchener Band an großen Festivals in Frankreich.
Von 1973 bis 2012 war Reißner Lehrer an der Staatlichen Paul-Winter Realschule in Neuburg a.d. Donau. Mit seinem Schulorchester unternahm er ab Mitte der 90er Jahre zahlreiche Konzertreisen ins europäische Ausland. Höhepunkte waren die musikalische Umrahmung der Generalaudienz von Papst Johannes-Paul II 2001 in Rom, der Besuch der Mönchsrepublik auf dem Berg Athos in Griechenland, die Beteiligung am Carneval zu Venedig und die Musik mit hundert Schülern für den Bayerischen Ministerpräsidenten in der Münchener Staatskanzlei.
Unter der Schirmherrschaft des Bayerischen Kultusministers Ludwig Spaenle dirigierte Reißner am 28. Juli 2011 mehr als 2.000 Schüler auf dem Neuburger Karlsplatz anlässlich des 1. Bayerischen Bläserklassentages.
In seiner Freizeit widmete sich Reißner der bodenständigen Blasmusik, bildete zahlreichen Nachwuchs aus und erreichte bei Musik-Wettbewerben die Höchst- bzw. Kunststufe. Bereits 1976 erfolgte der erste mehrtägige Auftritt beim rheinischen Karneval, eine musikalische Verbindung, die bis heute besteht. Bald schon begann Reißner mit Auslandsreisen in großer Blasorchesterbesetzung. So ging es 1983 unter der Schirmherrschaft von MdB Horst Seehofer nach Brasilien. 1984 nahm er an der Steubenparade in New York teil. Es folgten Konzertreisen nach Belgien und der Neuburger Partnerstadt Sète in Südfrankreich.
Von 2002 bis 2004 war Reinhardt Reißner auch als Frontmann der Band „Captain Cook mit seinen singenden Saxophonen“ im ZDF und MDR zu sehen. Mit dieser Truppe erreichte er 2003 die Endrunde im „Internationalen Grand Prix der Volksmusik“.
Seit einigen Jahren betätigt sich Reinhardt Reißner auch als DJ auf Veranstaltungen aller Art, jedoch vornehmlich bei Familienfeiern und auf Geburtstagen, sowie als erfahrener Hochzeits-DJ.
Reißner hat 2022 auch ein Ortsbuch über Feldkirchen herausgegeben.